# Завьялов, Пётр Олегович
Пётр Оле́гович Завья́лов (род. 5 августа 1966, Москва, СССР) — российский учёный-океанолог, заместитель директора Института океанологии им. Ширшова Российской академии наук (ИО РАН). Доктор географических наук, профессор и член-корреспондент РАН.

## Биография
Родился в Москве в семье учёных. Отец, Олег Иванович Завьялов (1937—2004) был физиком-теоретиком, ведущим научным сотрудником МИАН; мать, Анна Аркадьевна Завьялова (1937—1996) — геологом-кристаллографом.
Окончил физический факультет МГУ (1989) и аспирантуру Государственного Океанографического института (кандидат физико-математических наук, 1992).
В 1990-е годы работал по специальности за рубежом: c 1992 по 1994 год — в Университете штата Орегон (англ. Oregon State University, США), а затем до 1998 года — в Университете Рио Гранде (порт. Fundação Universidade do Rio Grande, Бразилия).
В 1998 году вернулся в Россию и был принят на работу в ИО РАН на позицию старшего научного сотрудника. В 2000 году стал доктором географических наук. Далее последовательно прошёл должности ведущего научного сотрудника, заведующего лабораторией и заместителя директора. В настоящее время — заместитель директора ИО РАН, руководитель физического направления института.
В конце 2015 года Завьялову было присвоено почётное учёное звание профессора РАН, а в октябре 2016 года он был избран членом-корреспондентом Академии по Отделению наук о Земле.

## Научно-исследовательская деятельность
Область научных интересов П. О. Завьялова — гидрология морей и внутренних водоёмов, физика взаимодействия океана с пресноводным материковым стоком.
С 2000-х гг. под руководством Завьялова в ИО РАН осуществляется программа комплексного экспедиционного мониторинга Аральского моря, который позволил точнее понять физические механизмы, определяющие изменчивость моря в условиях происходящей там экологической катастрофы из-за острой дефицитности стока питающих рек.
На основе ежегодных натурных измерений, численного моделирования и дистанционного зондирования описаны закономерности переноса выносимых реками загрязнений в прибрежной зоне российского сектора Чёрного моря. Построена численная модель динамики речных плюмов (специфических «линз» вод пониженной солёности и плотности, формируемых материковым стоком) в океане. Проведены гидрофизические изыскания ряда других водных систем, в частности, озера Иссык-Куль.
Во время своего пребывания в Бразилии П. О. Завьялов участвовал в исследованиях шельфа юго-западной Атлантики, находящегося под влиянием изменчивости стока рек Парана и Уругвай. Одним из результатов стало обнаружение на шельфе к западу от Бразильского течения ранее неизвестного течения противоположного направления («течение Рио-Гранде», см. реферат докторской диссертации Завьялова).
За свои исследования Завьялов удостоен диплома международного конкурса работ в рамках Программы по исследованиям климата (англ. World Climate Research Programme, WCRP).

## Научные публикации
П. О. Завьялов — автор более 100 научных статей и 3 монографий. По данным РИНЦ (на 2017 г.), индекс Хирша его работ — 11. Некоторые публикации:
- Izhitskiy A.S., Zavialov P.O., Sapozhnikov P.V., Kirillin G.B., Grossart H.P., Kalinina O.Y., Zalota A.K., Goncharenko I.V., Kurbaniyazov A.K. // Present state of the Aral Sea: diverging physical and biological characteristics of the residual basins // Scientific reports, изд-во Nature Publishing Group (United Kingdom), 2016, v. 6, paper № 23906;
- Zavialov P.O. // Physical Oceanography of the Dying Aral Sea // Springer-Verlag Berlin Heidelberg, 2005, 146 p., ISBN 978-3-540-27234-2;
- Zavialov P.O., Kostianoy A.G., Emelianov S.V., Ni A.A., Ishniyazov D., Khan V.M., Kudyshkin T.V. // Hydrographic survey in the dying Aral Sea // Geophysical Research Letters, 2003, v. 30, № 13, pp. 1659—1662;
- Zavialov P.O., Ghisolfi R.D., Garcia C.A.E. // An inverse model for seasonal circulation over the Southern Brazilian Shelf: near-surface velocity from the heat budget // Journal of Physical Oceanography, 1998, v. 28, № 4, pp. 545—562.

## Экспертная и организационная работа
П. О. Завьялов — руководитель четырёх защищённых кандидатских диссертаций.
Член редколлегий журналов «Океанология» и «Водные ресурсы».
Постоянный участник и конвинер секции на ассамблеях Европейского союза наук о Земле (англ. European Geoscience Union, EGU) с 2005 года. Эксперт Межправительственной экспертной группы по изменениям климата (англ. Intergovernmental Panel on Climate Change, IPCC), ведущий автор 5-го оценочного доклада группы экспертов IPCC. Эксперт Российского научного фонда (РНФ).
Входил в состав Координационного совета (КС) профессоров РАН, а с апреля 2016 по апрель 2017 года являлся учёным секретарём КС.
Выступал в научно-популярных дискуссиях, преимущественно по проблеме Арала (например, отвечал на вопросы читателей Ленты.ру). Считает, что экосистема Арала в настоящее время является весьма специфической, но живой. Высказывался также по вопросам потепления климата в Арктике, акцентируя резкое снижение площади арктических льдов.